# بانينغ (كاليفورنيا)
بانينغ (بالإنجليزية: Banning)‏ هي إحدى مدن مقاطعة ريفيرسيدي، كاليفورنيا. تم إعطاءها لقب مدينة في 6 فبراير، 1913.

## التركيبة السكانية
حدّد مكتب تعداد الولايات المتحدة بيانات التركيبة السكانية لبانينغ في تعداد الولايات المتحدة. في ما يلي، التركيبة السكانية حسب تعدادي 2000 و2010.

### تعداد عام 2000
بلغ عدد سكان بانينغ 23,562 نسمة بحسب تعداد عام 2000، وبلغ عدد الأسر 8,923 أسرة وعدد العائلات 6,239 عائلة مقيمة في المدينة. في حين سجلت الكثافة السكانية 391.5 نسمة لكل كيلومتر مربع (1,014.0/ميل2). وبلغ عدد الوحدات السكنية 9,761 وحدة بمتوسط كثافة قدره 162.2 لكل كيلومتر مربع (420.1/ميل2).
وتوزع التركيب العرقي للمدينة بنسبة 64.19% من البيض و8.55% من الأمريكيين الأفارقة و2.52% من الأمريكيين الأصليين و5.38% من الأمريكيين ذوي الأصول الآسيوية و0.13% من سكان جزر المحيط الهادئ و14.88% من الأعراق الأخرى و4.36% من عرقين مختلطين أو أكثر و30.21% من الهسبانيون أو اللاتينيون من أي عرق.
بلغ عدد الأسر 8,923 أسرة كانت نسبة 30.5% منها لديها أطفال تحت سن الثامنة عشر تعيش معهم، وبلغت نسبة الأزواج القاطنين مع بعضهم البعض 53.2% من أصل المجموع الكلي للأسر، ونسبة 12.5% من الأسر كان لديها معيلات من الإناث دون وجود شريك،  بينما كانت نسبة 4.2% من الأسر لديها معيلون من الذكور دون وجود شريكة وكانت نسبة 30.1% من غير العائلات. تألفت نسبة 25.8% من أصل جميع الأسر من عدة أفراد يعيشون في نفس المنزل ونسبة 16.1% كانت تتألف من شخص يعيش بمفرده يبلغ من العمر 65 عاماً أو أكثر. وبلغ متوسط حجم الأسرة المعيشية 2.60، أما متوسط حجم العائلات فبلغ 3.11.
بلغ العمر الوسطي للسكان 40.7 عاماً. وكانت نسبة 26.3% من القاطنين تحت سن الثامنة عشر، وكانت نسبة 7.4% بين الثامنة عشر والرابعة والعشرين عاماً، ونسبة 20.8% كانت واقعةً في الفئة العمرية ما بين الخامسة والعشرين والرابعة والأربعين عاماً، ونسبة 18.2% كانت ما بين الخامسة والأربعين والرابعة والستين، ونسبة 25.9% كانت ضمن فئة الخامسة والستين عاماً فما فوق. يوجد لكل 100 أنثى 91.6 ذكر، ويوجد لكل 100 أنثى في الثامنة عشر من عمرها فما فوق 87.9 ذكر.
بلغ متوسط دخل الأسرة في المدينة 32,076 دولارًا، أما متوسط دخل العائلة فبلغ 38,995 دولارًا. وكان متوسط دخل الذكور 31,300 دولارًا مقابل 20,794 دولارًا للإناث. وسجل دخل الفرد الخاص بالمدينة 16,231 دولارًا. وكانت نسبة 14.8% من العائلات ونسبة 19.9% من السكان تحت خط الفقر، وكان من هؤلاء نسبة 32.8% تحت سن الثامنة عشر ونسبة 6.5% في الخامسة والستين من العمر وما فوق.

### تعداد عام 2010
بلغ عدد سكان بانينغ 29,603 نسمة بحسب تعداد عام 2010، وبلغ عدد الأسر 10,838 أسرة وعدد العائلات 7,186 عائلة مقيمة في المدينة. في حين سجلت الكثافة السكانية 491.9 نسمة لكل كيلومتر مربع (1,274.0/ميل2). وبلغ عدد الوحدات السكنية 12,144 وحدة بمتوسط كثافة قدره 201.8 لكل كيلومتر مربع (522.7/ميل2).
وتوزع التركيب العرقي للمدينة بنسبة 64.74% من البيض و7.31% من الأمريكيين الأفارقة و2.17% من الأمريكيين الأصليين و5.23% من الأمريكيين ذوي الأصول الآسيوية و0.13% من سكان جزر المحيط الهادئ و15.55% من الأعراق الأخرى و4.87% من عرقين مختلطين أو أكثر و41.15% من الهسبانيون أو اللاتينيون من أي عرق.
بلغ عدد الأسر 10,838 أسرة كانت نسبة 28.4% منها لديها أطفال تحت سن الثامنة عشر تعيش معهم، وبلغت نسبة الأزواج القاطنين مع بعضهم البعض 47.1% من أصل المجموع الكلي للأسر، ونسبة 13.7% من الأسر كان لديها معيلات من الإناث دون وجود شريك،  بينما كانت نسبة 5.5% من الأسر لديها معيلون من الذكور دون وجود شريكة وكانت نسبة 33.7% من غير العائلات. تألفت نسبة 28.5% من أصل جميع الأسر من عدة أفراد يعيشون في نفس المنزل ونسبة 19.2% كانت تتألف من شخص يعيش بمفرده يبلغ من العمر 65 عاماً أو أكثر. وبلغ متوسط حجم الأسرة المعيشية 2.61، أما متوسط حجم العائلات فبلغ 3.19.
بلغ العمر الوسطي للسكان 42.3 عاماً. وكانت نسبة 22.9% من القاطنين تحت سن الثامنة عشر، وكانت نسبة 9.2% بين الثامنة عشر والرابعة والعشرين عاماً، ونسبة 20.4% كانت واقعةً في الفئة العمرية ما بين الخامسة والعشرين والرابعة والأربعين عاماً، ونسبة 21.6% كانت ما بين الخامسة والأربعين والرابعة والستين، ونسبة 25.9% كانت ضمن فئة الخامسة والستين عاماً فما فوق. وتوزع التركيب الجنسي للسكان بنسبة 48.3% ذكور و51.7% إناث.